# Ephestia elutella

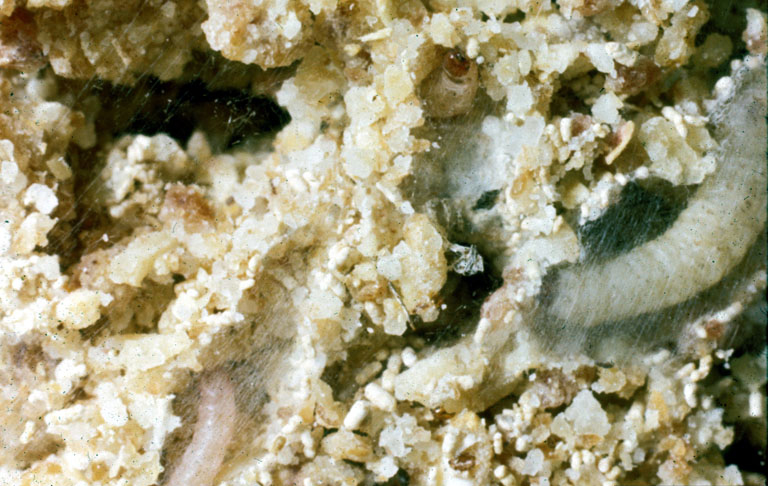
Sâu bướm

Bướm đêm Cacao, Bướm đêm thuốc lá hay Bướm đêm nhà kho (Ephestia elutella) là một loài bướm đêm nhỏ thuộc họ Pyralidae. Nó có lẽ là loài bản địa của ở châu Âu, nhưng đã được vận chuyển đi khắp nõi, thậm chí tới Úc. Một phân loài là E. e. pterogrisella.
Sải cánh dài 14–20 mm. Loài này bay trong các tháng ấm, ví dụ cuối tháng 4 đến tháng 10 ở Bỉ và Hà Lan.
Sâu loài này thường được xem là loài gây hại do chúng ăn các sản phẩm cây khô như hạt cacao và thuốc lá, cũng như ngũ cốc và quả khô và hạt. Các thức ăn không thường xuyên gồm có thịt khô và xác chết động vật, các mẫu trong sưu tập côn trùng côn trùng, và gỗ khô.
Loài này đã được biết đến dưới một số đồng nghĩa nhỏ:
- Ephestia amarella Dyar, 1904
- Ephestia icosiella Ragonot, 1888
- Ephestia infumatella Ragonot, 1887
- Ephestia roxburghi (lapsus)
- Ephestia roxburghii Gregson, 1873
- Ephestia roxburgii (lapsus)
- Ephestia uniformata Dufrane, 1942 (variety)
- Homoeosoma affusella Ragonot, 1888
- Hyphantidium sericarium Scott, 1859
- Phycis angusta (Haworth, 1811)
- Phycis elutea Haworth, 1811; (unjustified emendation)
- Phycis rufa Haworth, 1811
- Phycis semirufa Haworth, 1811
- Tinea elutella Hübner, 1796

## Hình ảnh

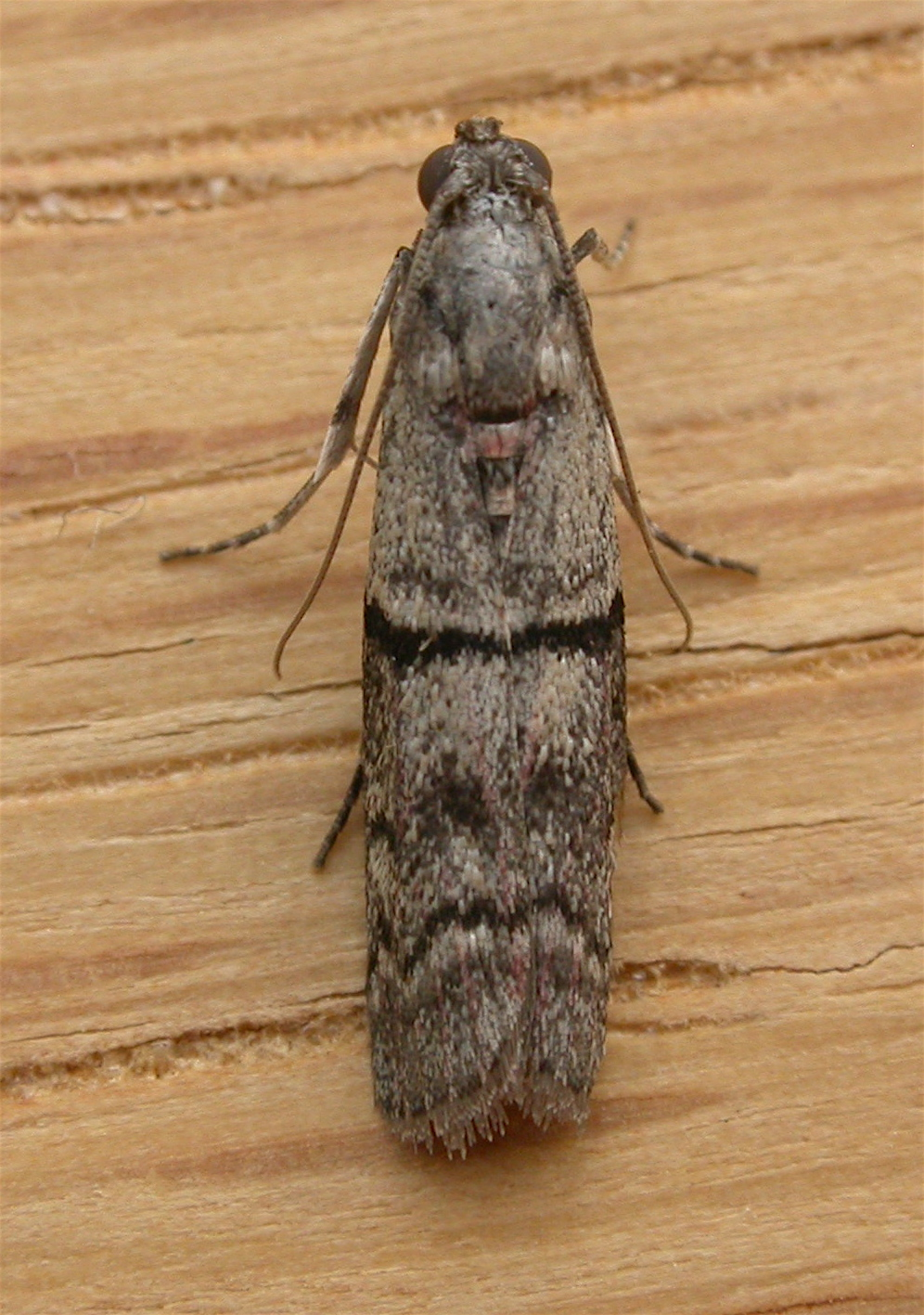
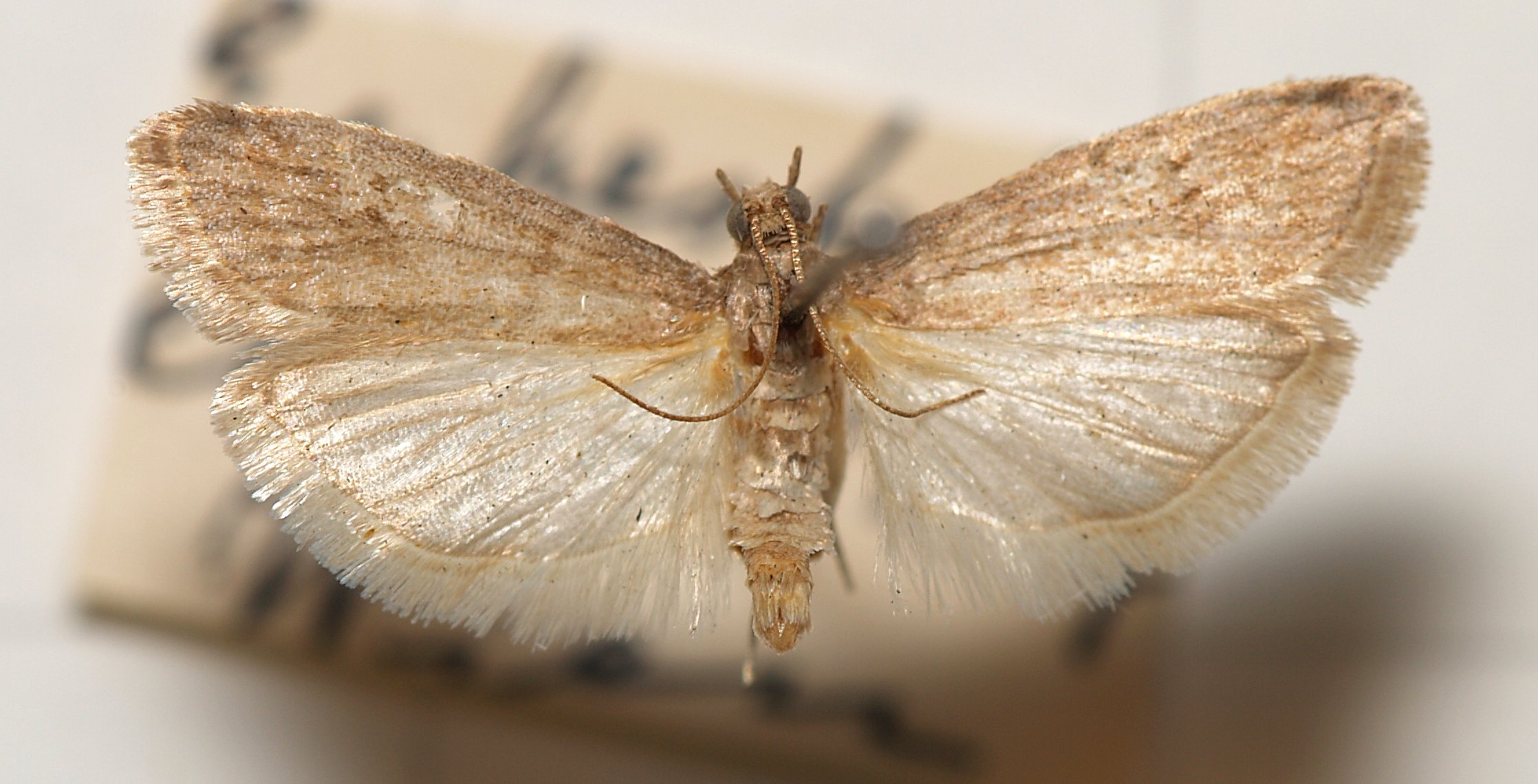
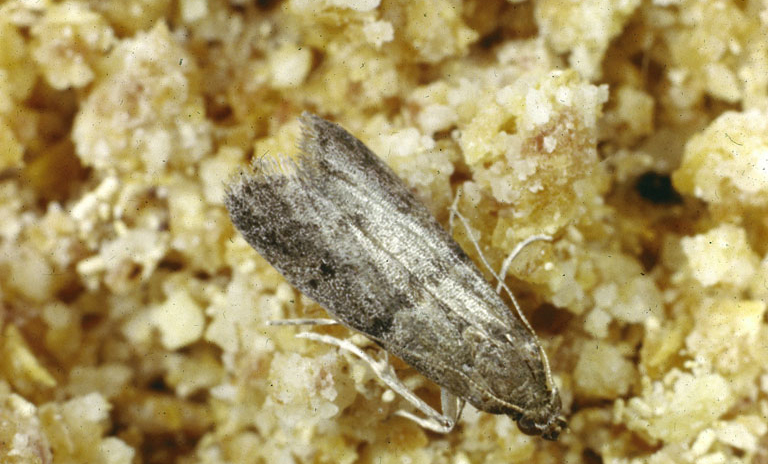